# Daisy (band)
Daisy, nogle gange stavet Daizy, var en dansk rockgruppe fra Aarhus, der blev dannet i 1968. Lars Muhl var som hovedkomponist en af de centrale figurer i gruppen. Musikerne kom fra byens mest toneangivende grupper og Daisy er derfor ofte blevet betegnet som Aarhus' første supergruppe. De var samtidig en af de første aarhusianske grupper der brød lydmuren til udlandet med debutsinglen "Lucifer". Musikken tog afsæt i 60'ernes poptradition og bevægede sig i en periode også hen imod progressiv rock. Gruppen gjorde ofte brug af flerstemmig vokal og musikalske improvisationer. Daisy udgav 3 singler og et album i perioden 1970-75. Efter gendannelser i 2014 og 2023 udgav gruppen ny musik for første gang i 49 år i marts 2024.

## Historie
Daisy blev dannet af Poul Erik Veigaard (vokal, ex-Shaking Phantoms), Frank Lorentzen (guitar, ex-Byrdnicks), Lars Muhl (orgel, ex-Dragon Five), Flemming Walsøe Therkelsen (bas, ex-Lee Perkins Group) og Ulf Larsen (trommer), der afløstes af Eigil Madsen (ex-Nice 'n Faithful) i starten af 1969. Allerede inden gruppen havde spillet deres første koncert vakte de opsigt i Aarhus med deres skræddersyede aparte tøj, touperede hår og brug af sminke. De debuterede 28. december 1968 på Gæstgivergården i Hornslet og turnerede fra foråret 1969 i hele Danmark. Med et professionelt sceneshow var de fra starten et populært og anmelderrost liveorkester. Vi Unge, 1969: "At en nystartet popgruppe efter få uger bliver udråbt som en kommende topgruppe hører til sjældenhederne. Ikke desto mindre er Daisy toporkester inden for dansk beat allerede fra fødslen."
Repertoiret var i begyndelsen overvejende covernumre af grupper som Steppenwolf, The Beatles og Procol Harum, men fra 1970 bestod materialet primært af egne kompositioner. Poul Blak, Århus Stiftstidende: "Gruppen har taget konsekvensen af de forskelligartede smagsretninger et beat-publikum repræsenterer. Det sker ved at gruppen med lige stor sikkerhed kan sende os "godkendt" beat som Grapefruits "Elevator" i ansigterne som free form beat i form af et instrumentalt Hansson & Karlsson-nummer." Daisy varmede op for udenlandske navne som The Move og Steppenwolf og fra juli til september 1969 turnerede de i Israel, hvor gruppen blev anholdt for at være i besiddelse af hash. Et ugelangt fængselsophold trak overskrifter i både Israel og Danmark. Idømt en betinget dom og bødestraf kunne gruppen dog fortsætte turnéen. Efter hjemkomsten til Danmark forlod Walsøe Therkelsen gruppen, der efter nogle måneders pause genoptog deres koncertaktiviteter med Erik Falck Johansen (bas, ex-Soul Meeting) som nyt medlem.
I slutningen af 1970 udgav Daisy debutsinglen "Lucifer", der blev indspillet for Jack Fridthjof på Circle. Singlen fik airplay i udlandet da DJen Tony Prince fra Radio Luxembourg spillede den gennem en hel uge med ordene: "Denne danske gruppe vil få sit gennembrud med et kæmpebrag i 1971." Danmark havde, ifølge Prince, endelig fået en gruppe som havde den sound der skal til for et internationalt gennembrud. Gruppens musik blev i musikbladet "Go" i maj 1971 beskrevet som en "hård Nice-inspireret jazz-rock".
I foråret 1971 fik Daisy et tilbud fra den tyske afdeling af Polydor om at indspille et album. Men inden gruppen nåede at samle materiale hertil, blev Veigaard syg og albummet opgivet. Veigaard var begyndt at udvikle depressioner og holdt derfor i perioder pause fra gruppen. Det blev dog til flere turnéer rundt i Danmark og Sverige, men gruppen fik efterhånden sværere ved af få jobs, da rygter om "utilbørlig optræden" indhentede gruppen. Lars Muhl: "Overalt hvor vi kom, efterlod vi et tydeligt spor af Daisy. Der blev klaget! Kom ikke til tiden! Var påvirkede! Der var stjålet dit, og der manglede dat!" Efter et psykisk sammenbrud forlod Veigaard gruppen i 1972 .
Gennem sommeren 1972 spillede Muhl, Lorentzen, Madsen og Walsøe Therkelsen i jambandet Slikmund på spillestedet Trinbrættet i Aarhus. Her blev de gæstet af bl.a. Henning Stærk, Lis Sørensen og Hans Erik Lerchenfeld. Med denne besætning udgav gruppen i 1974 deres anden single, "Lord Of The Dance", hvor de havde forladt den progressive rock til fordel for et mere enkelt pop- og rockudtryk. Muhl var nu i den vokale front, assisteret af Lorentzen og Madsen.
I 1975 udkom Daisys første og eneste album, The Lonesome Brigade, med Jacob Perbøll (ex-Viola) som ny bassist. Det blev produceret af Peter Thorup og udgivet på Johnny Reimars mærke Starbox. "Where Do We Go?" blev udgivet som eneste single fra albummet. Daisy opløstes i 1976.
I forbindelse med udstillingen ”Aarhus Rocks! Byen og Musikken 1960-2014” genopstod Daisy i maj 2014 for en enkelt dag i Den Gamle By i Aarhus med besætningen Veigaard, Muhl, Lorentzen, Falck Johansen og Madsen.  Veigaard døde af en blodprop 8. maj 2022.
I marts og maj 2023 spillede et gendannet Daisy to koncerter i Aarhus. Gruppen bestod nu af Muhl, Lorentzen, Madsen og de nye medlemmer Lars Schrøder (guitar, ex-Soul Meeting) og Søren Madsen (bas, ex-Michael Learns to Rock). Den nye besætning udgav singlen "Star", der blev gjort tilgængelig på streaming platforme den 1. marts 2024.

## Diskografi

### Singler
- "Lucifer" (1970, Circle)
- "Lord Of The Dance" (1974, Columbia)
- "Where Do We Go?" (1975, Starbox)
- "Star" (2024, Sacred Seed)

### Albums
- The Lonesome Brigade (1975, Starbox)